# Agelasta ocellifera
Agelasta ocellifera là một loài bọ cánh cứng trong họ Cerambycidae.